# Aleksandar Stjepanović

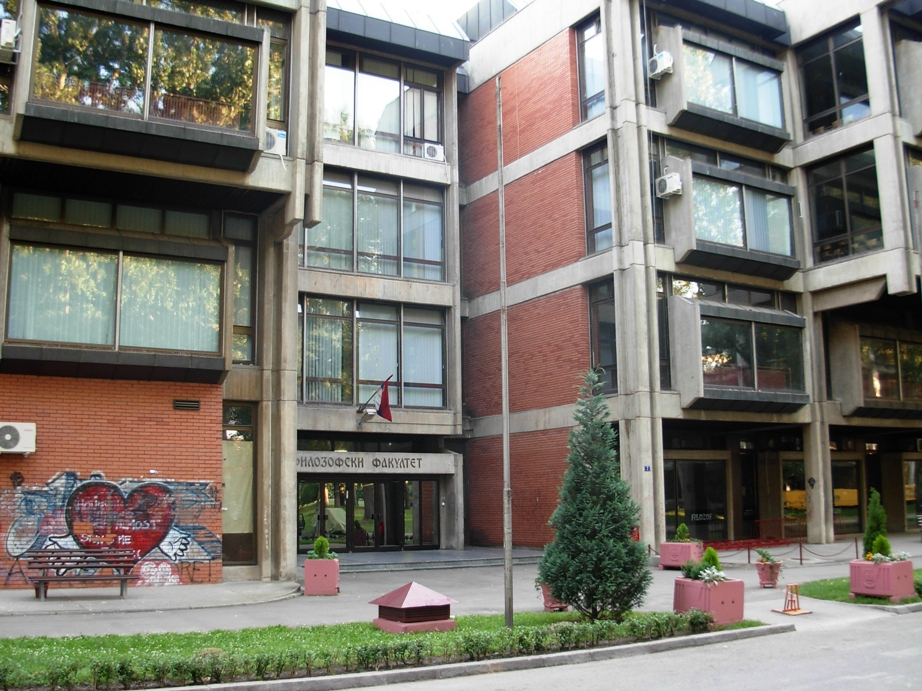
Budova Filozofické fakulty v Novém Sadu navržená týmem architektů včetně Stjepanoviće.

Aleksandar Stjepanović (* 1931; v srbské cyrilici Александар Стјепановић) je srbský architekt a emeritní profesor.
Stjepanović vystudoval Fakultu architektury Univerzity v Bělehradu, svá studia zakončil v roce 1957. Poté pracoval v urbanistickém ústavu města Bělehradu. Na počátku 60. let prezentoval první úspěšné návrhy budov v tehdejší Jugoslávii, a to jak v Bělehradě, tak v Záhřebu. V roce 1988 se stal řádným profesorem Bělehradské univerzity, roku 1922 získal Velkou cenu za architekturu. Od roku 1995 je předsedou Sdružení architektů Bělehradu.
Navrhl několik staveb, které byly realizovány, např. blok 22, blok 23 (včetně školek a jeslí) a blok 39 na sídlišti Nový Bělehrad, budovu Filozofické fakulty Nového Sadu, nebo sídliště Banjica na jižním okraji Bělehradu. Celkem navrhl okolo osmdesáti objektů, řadu z nich v duchu tehdy populárního brutalismu a ve spolupráci s dalšími tvůrci. Realizována byla zhruba třetina.